# 고래자리 타우 e

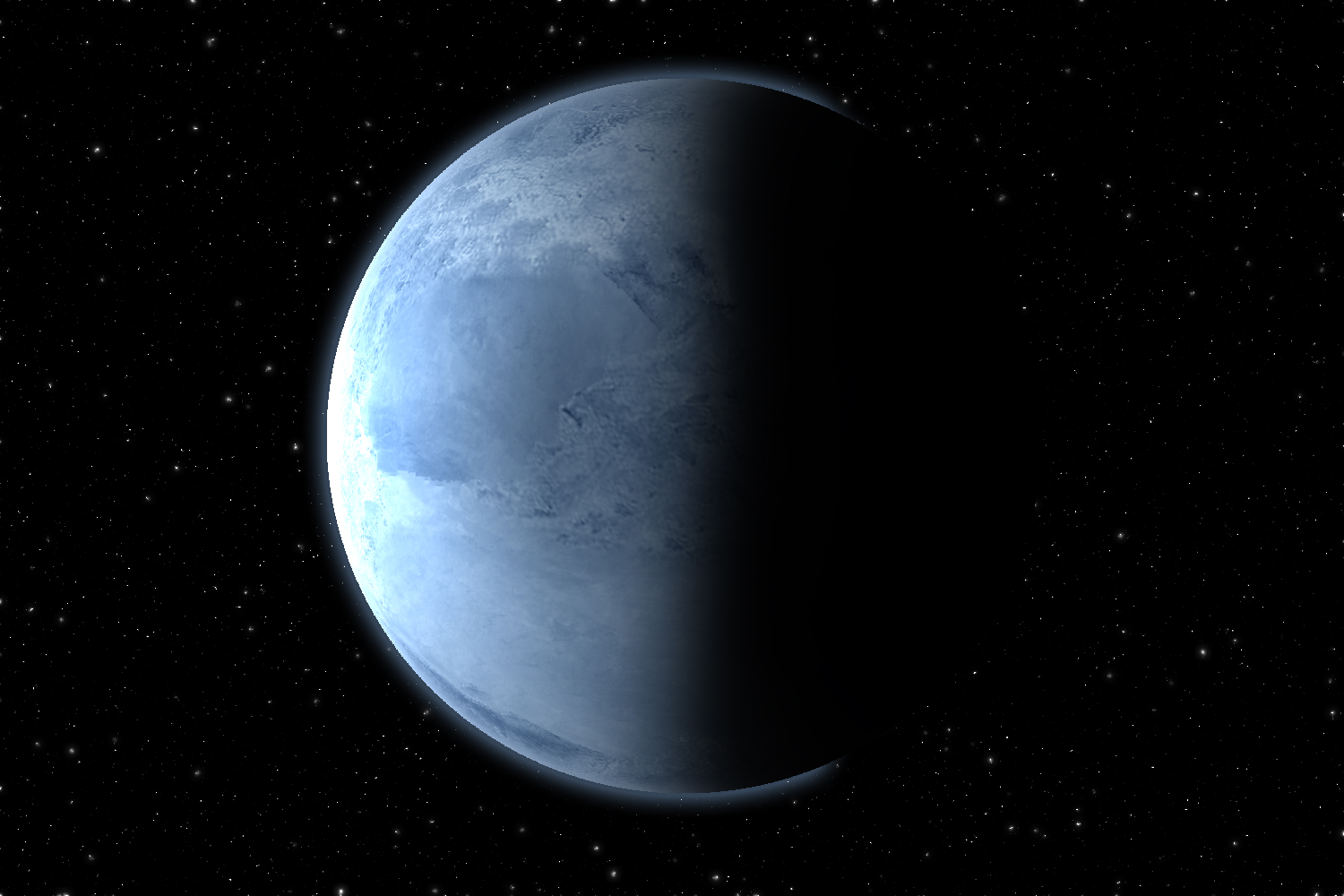

고래자리 타우 e(Tau Ceti e)는 태양으로부터 11.905광년 떨어진 유사 태양(類似太陽) 고래자리 타우 부근을 돌고 있는 미확인 행성이다. 고래자리 타우 별로부터 거리상 네 번째로 가까운 행성이다.
고래자리 타우 별을 0.552천문단위(AU) 상에서 168일을 주기로 공전(公轉)하고 있으며, 이는 태양계에서 수성과 금성 사이 정도의 위치에 해당된다. 슈퍼 지구로 분류되는 이 행성은 현재로서는 알려진 것이 거의 없다. 외계생명체의 존재 가능성으로 인해 유명한 행성인데, 지구유사지수(Earth Similarity Index)는 0.77로서, 고래자리 타우의 생명체 거주가능 영역의 뜨거운 안쪽 구석에 위치한다. 모항성과의 가까운 거리 때문에, 이 행성의 표면은 금성처럼 온실 효과로 밀도가 높은 대기(大氣)를 지니고 있으리라고 추측된다. 만약 이 행성이 지구와 같은 대기를 가지고 있다면, 그 표면온도는 섭씨 70도(절대온도 343K)일 것이다. 만약 그러하다면, 지구의 생물들 중에서는 호열균(好熱菌)만이 살 수 있을 것이다.